# Közönséges kígyónyelv
A közönséges kígyónyelv (Ophioglossum vulgatum) az ősharasztok (Psilotopsida) osztályának a kígyónyelvpáfrányok (Ophioglossales) rendjébe, ezen belül a kígyónyelvfélék (Ophioglossocaceae) családjába tartozó faj.

## Előfordulása
Egész Közép-Európában, a síkvidékeken mindenütt megtalálható, de napjainkban a nedves területek lecsapolása és a zöld felületek fokozott kihasználása következtében megfogyatkozott. Ez a növényfaj Ázsiában, Afrika északnyugati részén és Észak-Amerika keleti felén is megtalálható. Magyarországon többek közt a Gödöllői-dombság, a Mátra, valamint a Kisalföld területén él.

## Alfaja, változata, alakja
- Ophioglossum vulgatum subsp. kilimandscharicum (Hieron.) J.E. Burrows - szinonimája: Ophioglossum vulgatum var. kilimandscharica Hieron.
- Ophioglossum vulgatum var. alaskanum (E. Britton) C. Chr. - szinonimája: Ophioglossum alaskanum E. Britton
- Ophioglossum vulgatum f. lanceolatum (Clute) S.F. Blake - szinonimája: Ophioglossum vulgatum var. lanceolatum Clute

## Megjelenése
Nehezen észrevehető, sárgászöld páfrány. Rövid földbeli hajtásából csupán egyetlen, két részből álló levél emelkedik a föld fölé. Az alsó, meddő rész tojás alakú vagy hosszúkás, ülő, ép szélű és lágy, lebenyes állományú. Ebből ágazik ki a felső, karcsú nyelű spóratermő rész, csúcsán mindkét oldalon 12-40 sárga spóratartó zsákocskával. Sokszor csupán a meddő levélrész fejlődik ki. A növény fölött könnyen elsiklik a szemünk, jóllehet meddő állapotban is félreismerhetetlen. Magassága, spóratermő füzérrel 10-30 centiméter.
Kromoszómaszáma a kisebb spórájú indiai és európai egyedeknél, és valószínűleg a legtöbb észak-amerikai populációban 2n=480, az Appalache-hegységben azonban egy nagyobb spórájú forma is megjelent, amelynek kromoszómaszáma 2n=1320. Ez a növényvilágban ismert legmagasabb érték.

## Életmódja
Nyirkos rétek, mocsaras erdők lakója. Szárazabb helyeken, például sovány gyepekben is előfordul.
A spóraképzés ideje júniustól augusztus végéig tart.

## Képek

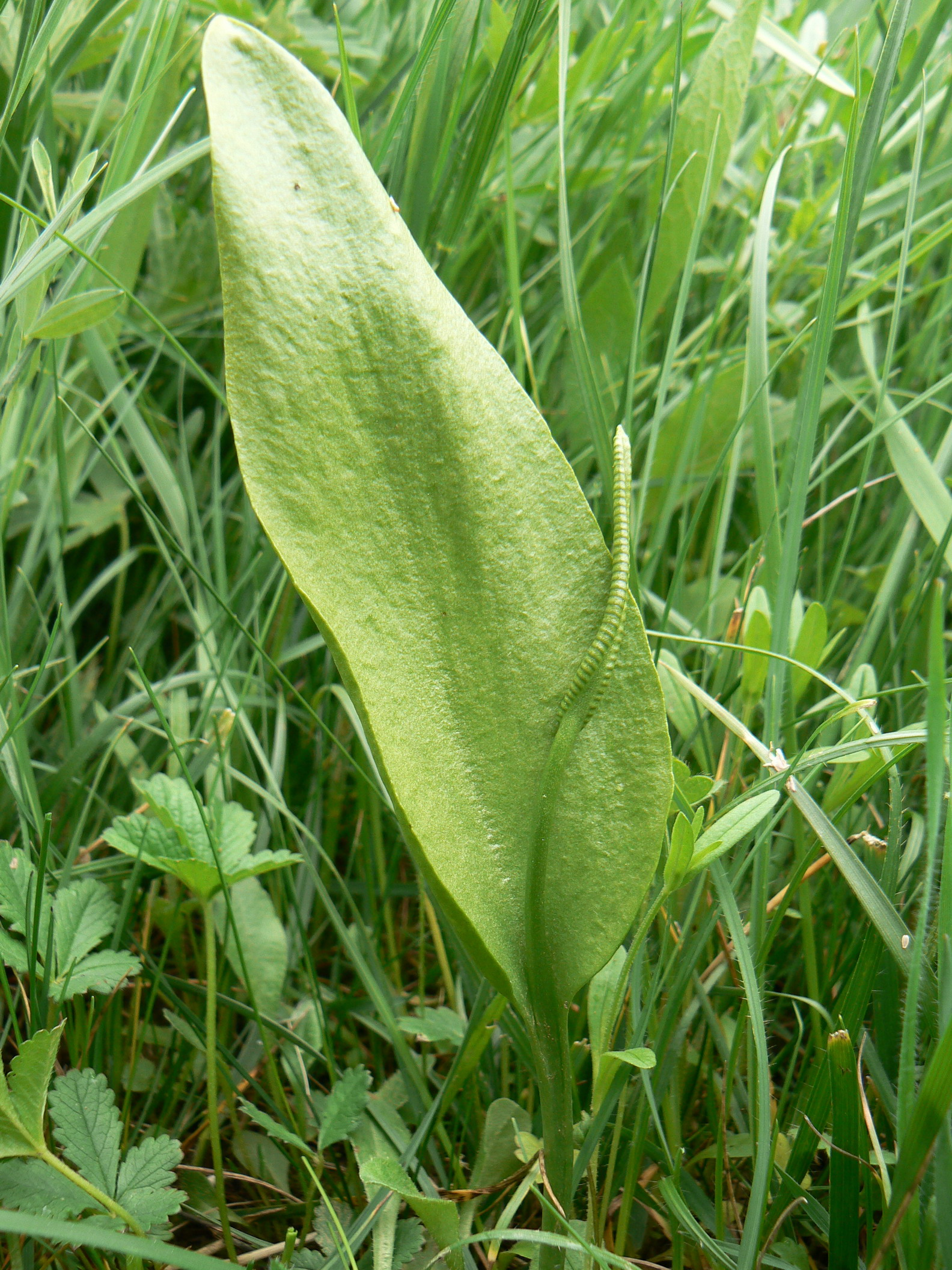
A növény
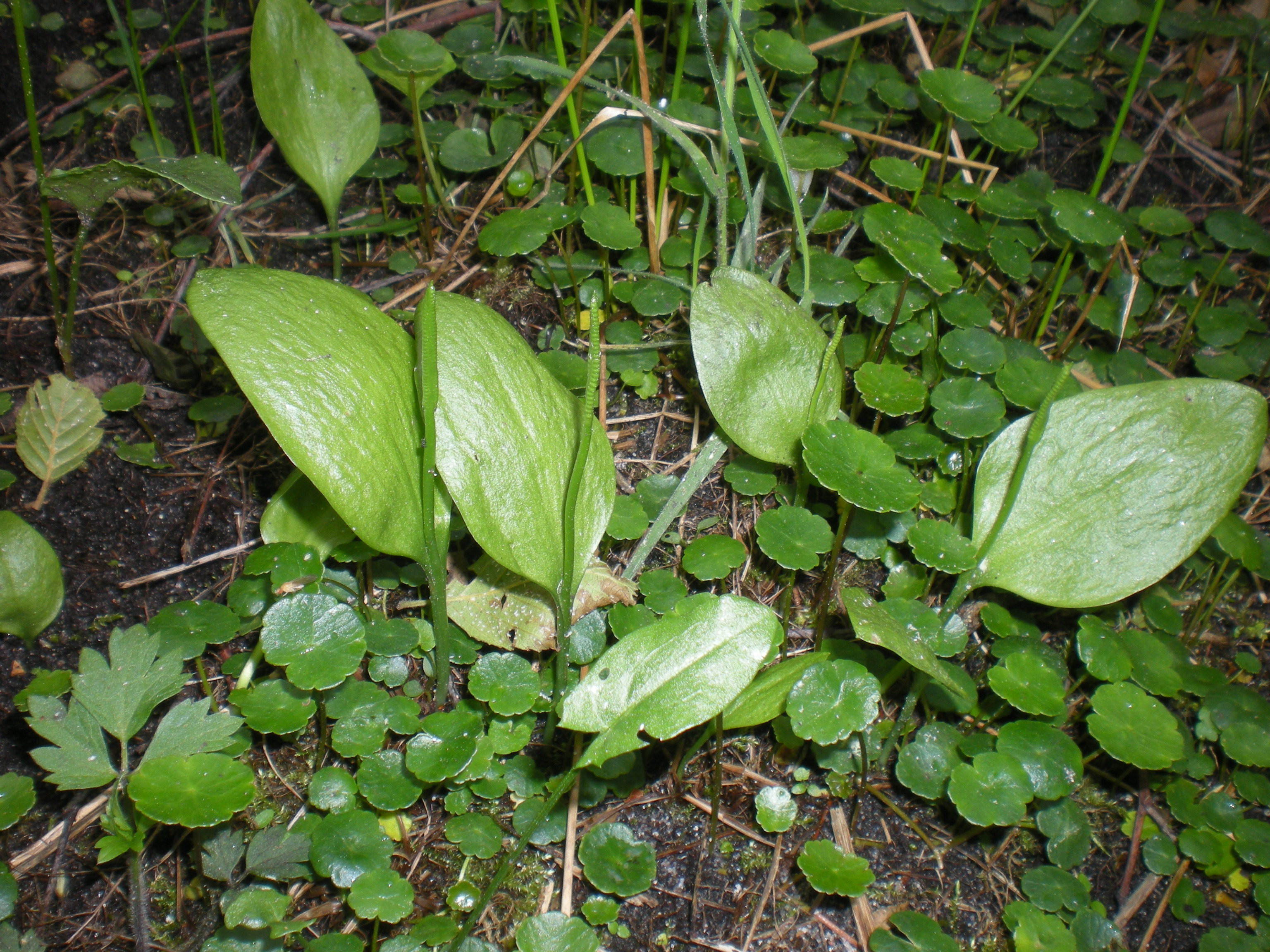
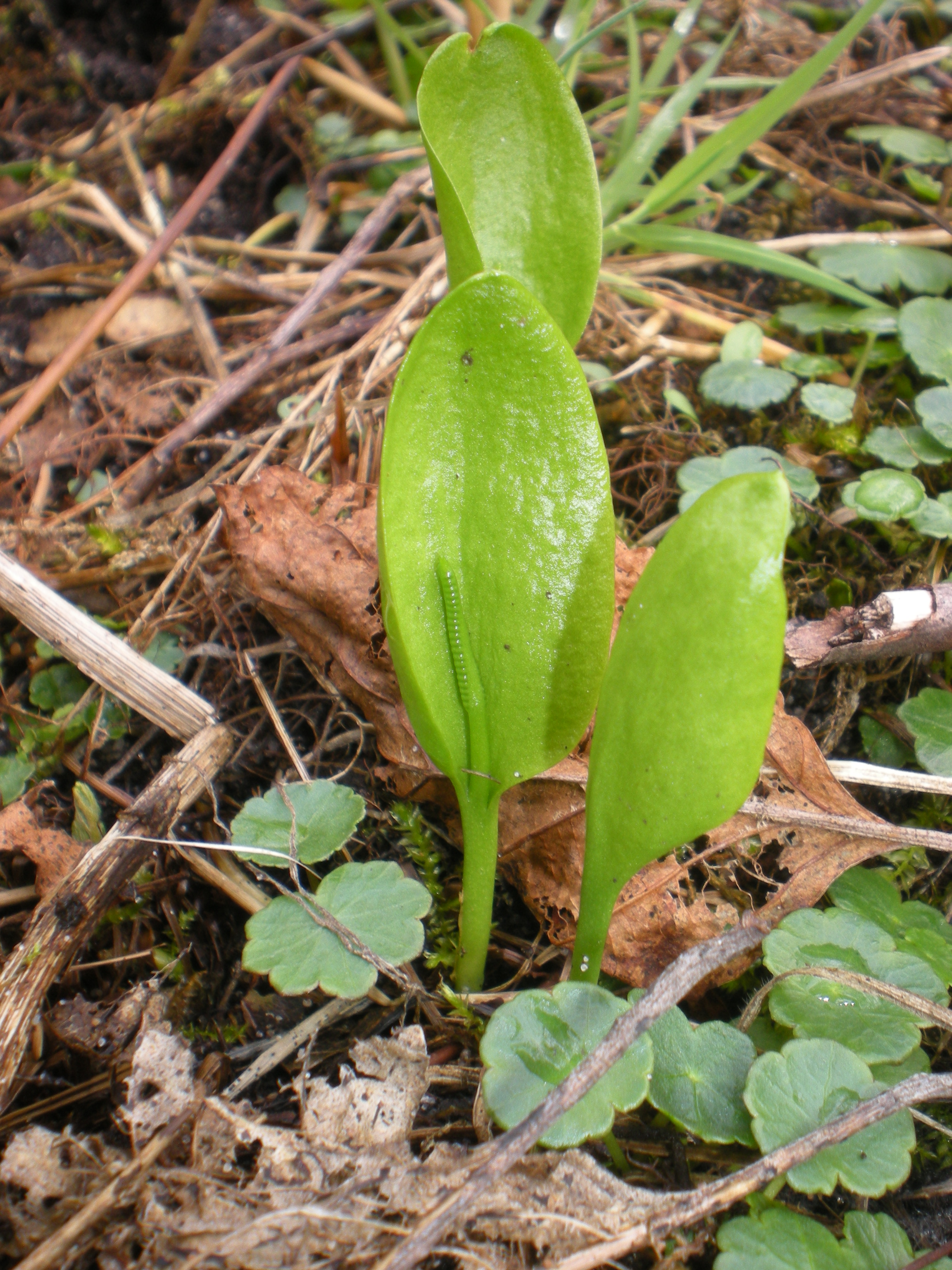
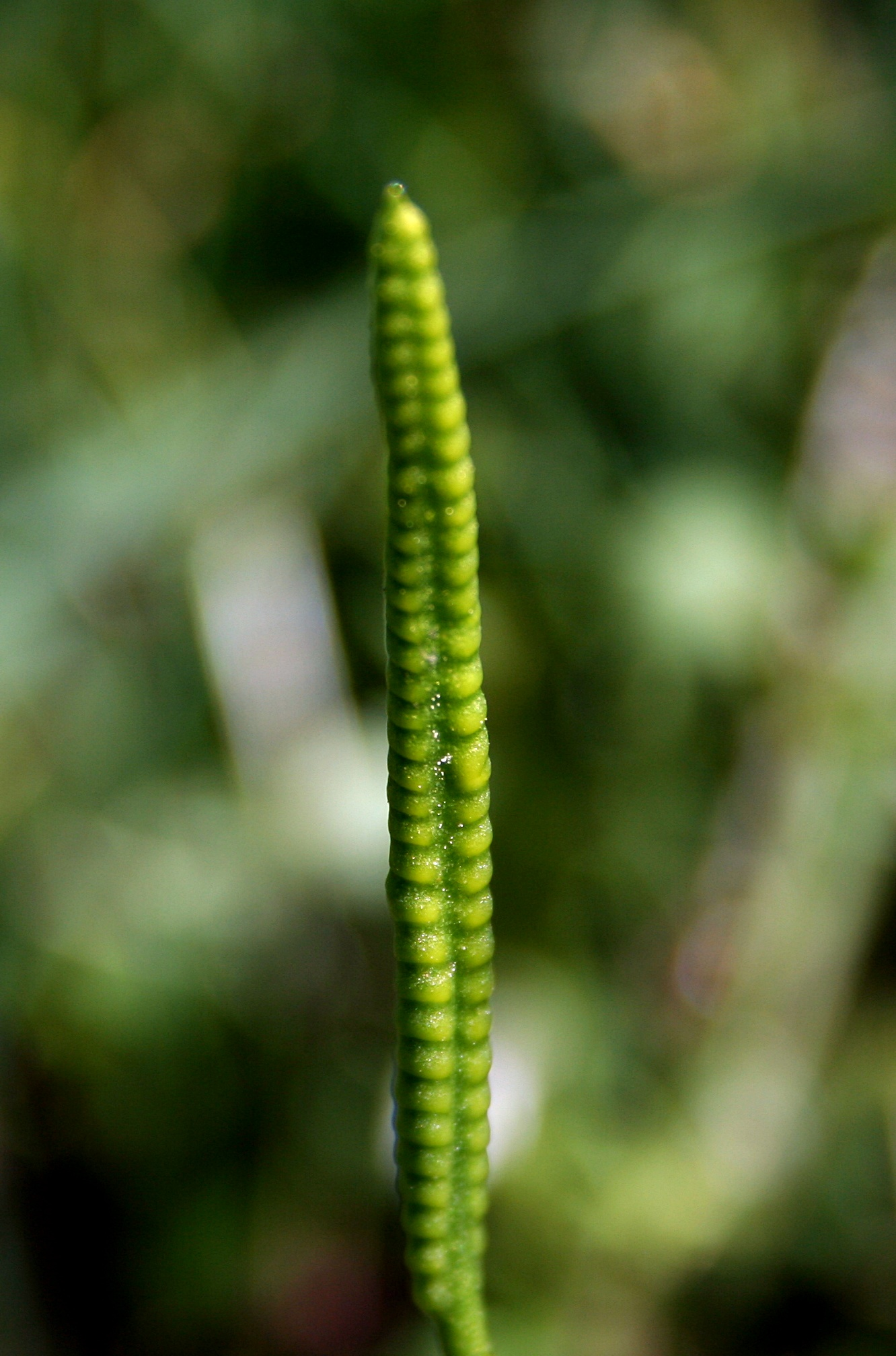
Spóratermő része
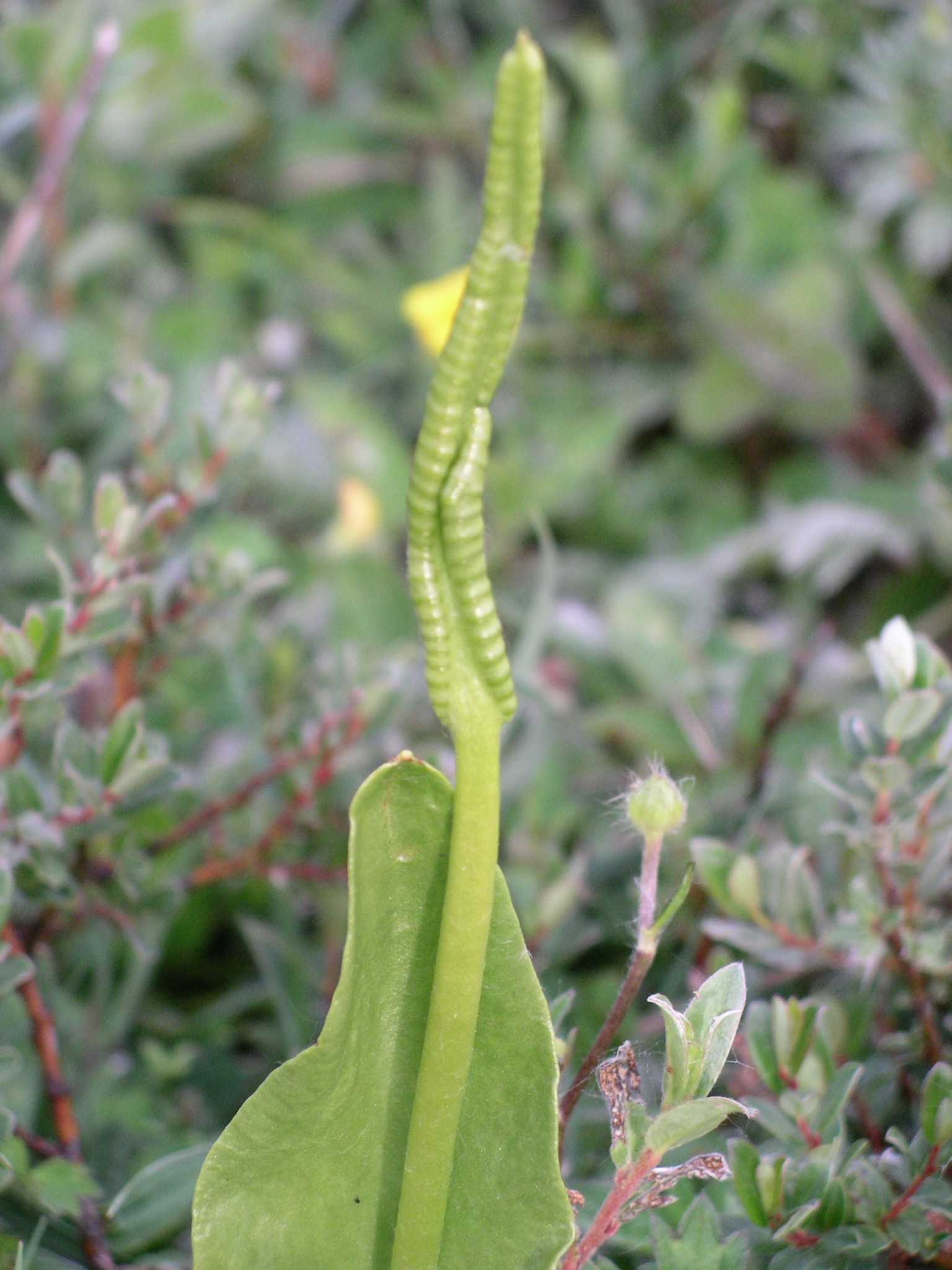
közelről
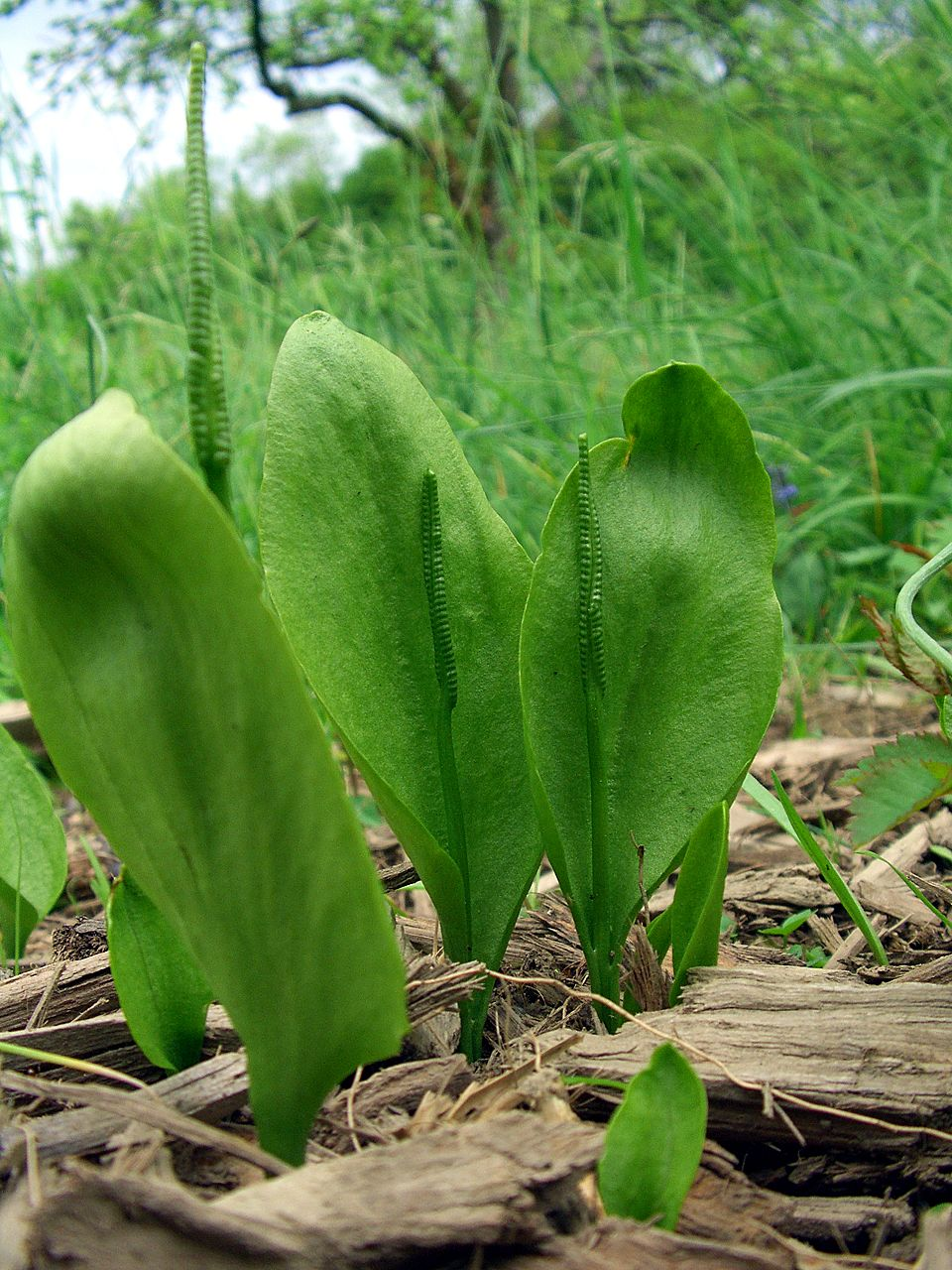
Levelei
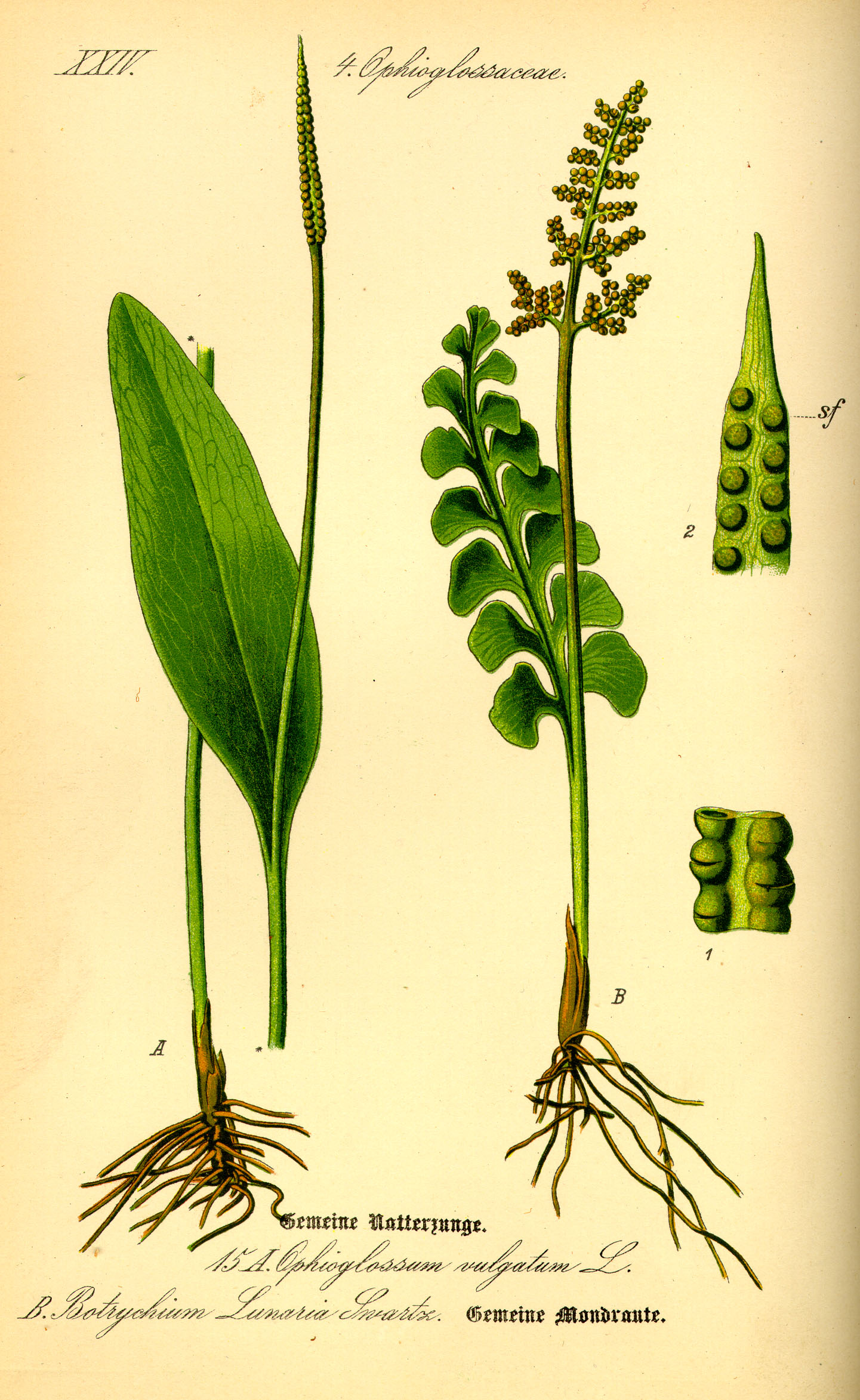
Rajzok a növényről (a bal oldali)
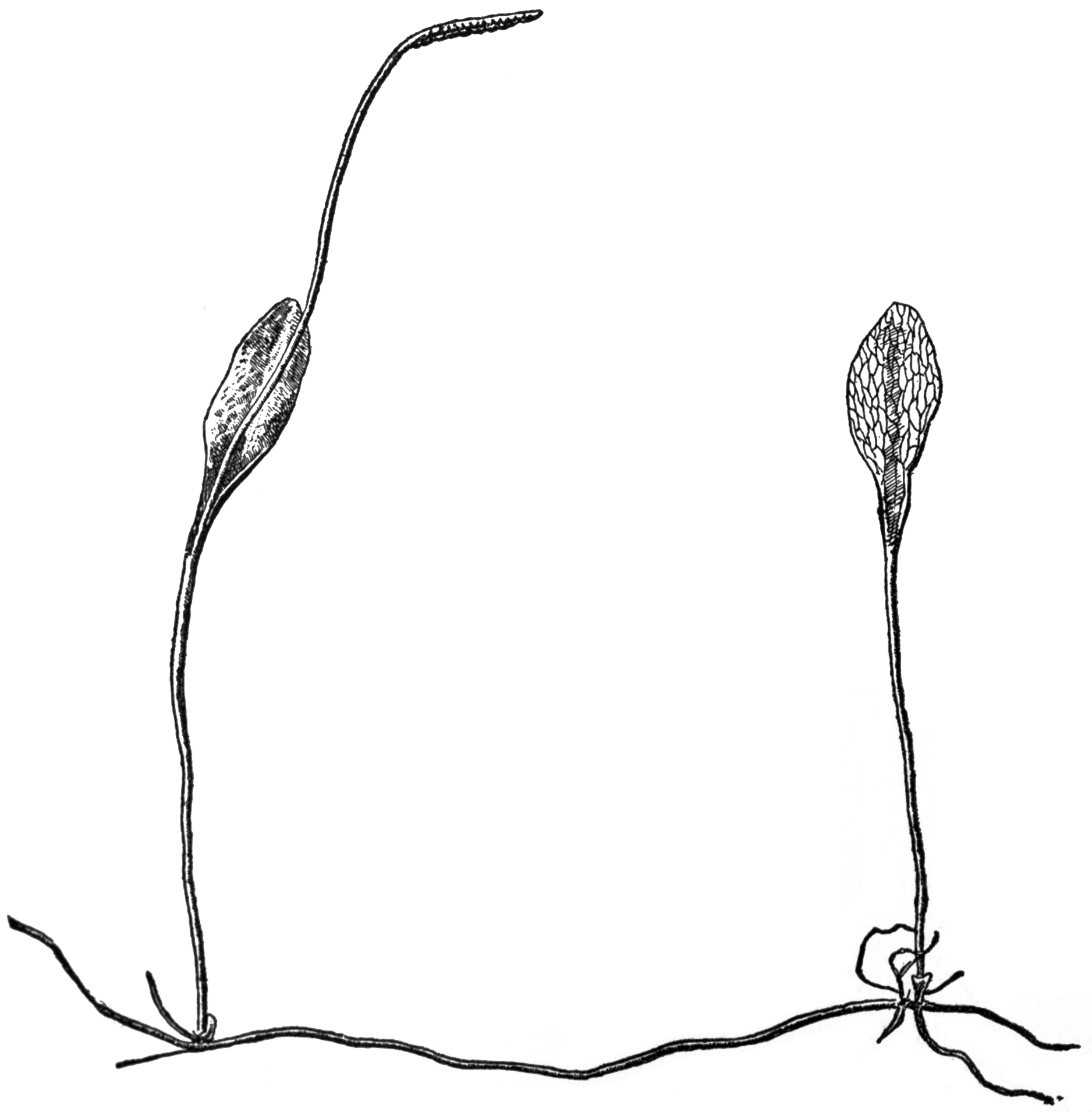